# Hugo Alfvén
Hugo Emil Alfvén (Stockholm, 1872. május 1. – Falun, 1960. május 8.) svéd zeneszerző, hegedűművész, karmester, és festő.

## Élete és munkássága
Apja, Anders Alfvén szabómester volt, anyja, Lotten Axelsson a Puke nevű régi svéd nemesi családból származott. 1887-91 között a stockholmi királyi zenei főiskolán tanult. Több állami ösztöndíjat is elnyert. Festészetet is tanult, tanárai Otto Hesselbom és Oskar Törnå voltak.
1890–1901 között a Királyi Udvari Zenekarban hegedült, de emellett folytatta tanulmányait is. 1897-től zenei tanulmányutakat tett Nyugat-Európa egy sor nagyvárosában. Utazásai során találkozott Szicíliában Marie Krøyerrel, Peder Severin Krøyer dán festő feleségével, akivel egymásba szerettek. Kapcsolatukat egy ideig Skagenben, a skageni festők körében is folytatták. 1905-ben megszületett leányuk, Margita. Később, 1912-ben összeházasodtak és a közép-svédországi Tällbergben (Leksand község, Dalarna megye) telepedtek le.
1906 és 1910 között újabb állami ösztöndíjban részesült, ezúttal zeneszerzői munkájának támogatására, 1917-ben az Uppsalai Egyetemen tiszteletbeli doktori címet kapott.
1904 alapította meg a Siljan-kórust, aminek vezetője maradt egészen 1957-ig. 1910-ben az uppsalai egyetem zenei igazgatója, valamint a Királyi Akadémiai Zenekar vezetője lett. Ugyanebben az évben lett a vezetője a világhírű svéd férfikórusnak, az Orphei Drängarnak, ezt a posztot 1947-ig töltötte be. 
Karmesterként legtöbbször saját műveit vezényelte Skandinávia, Nyugat-Európa és Észak-Amerika nagyvárosaiban.
Alfvén egész életében anyagi nehézségekkel küzdött, mivel nem tudott racionálisan gazdálkodni jövedelmeivel. Ezért sok olyan munkát el kellett vállalnia, ami helyett inkább a maga kedvére írt volna szimfóniákat. Szervezete gyakran mutatta a túlterheltség jeleit. 

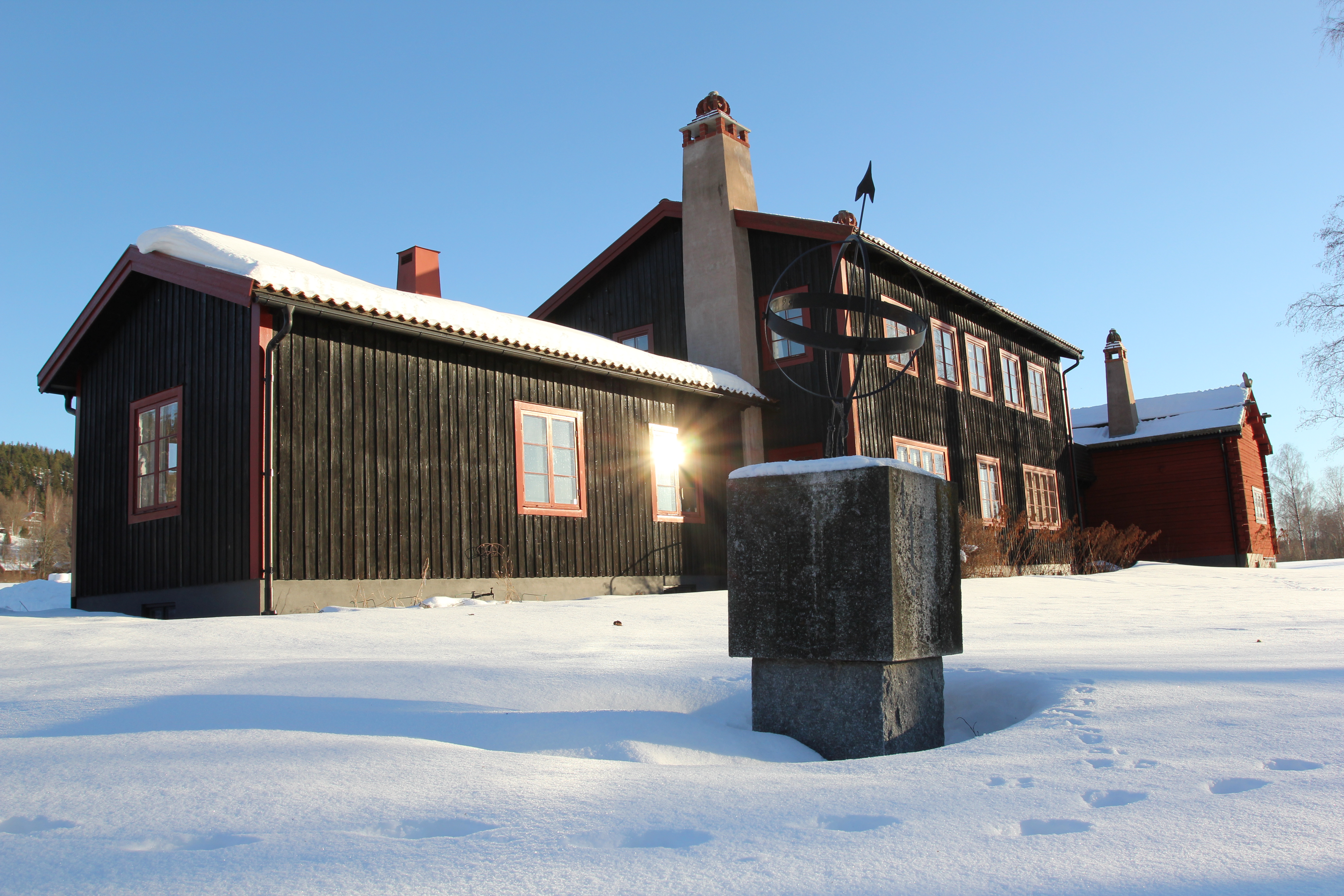
Alfvén új otthona, az Alfvéngården Tibble településen

1939-es nyugdíjazása után Alfvén a leksandi egyházközségbe költözött Dalarna megyében, ahol birtoka volt Tibble faluban. Korábbi háza a közeli Tällberg településen 1936-os viharos válása után Margita lányáé lett. Új otthonát nemzeti közadakozásból építették fel.
1960 májusában, 88 éves korában agyvérzés következtében hunyt el Falun kórházában.

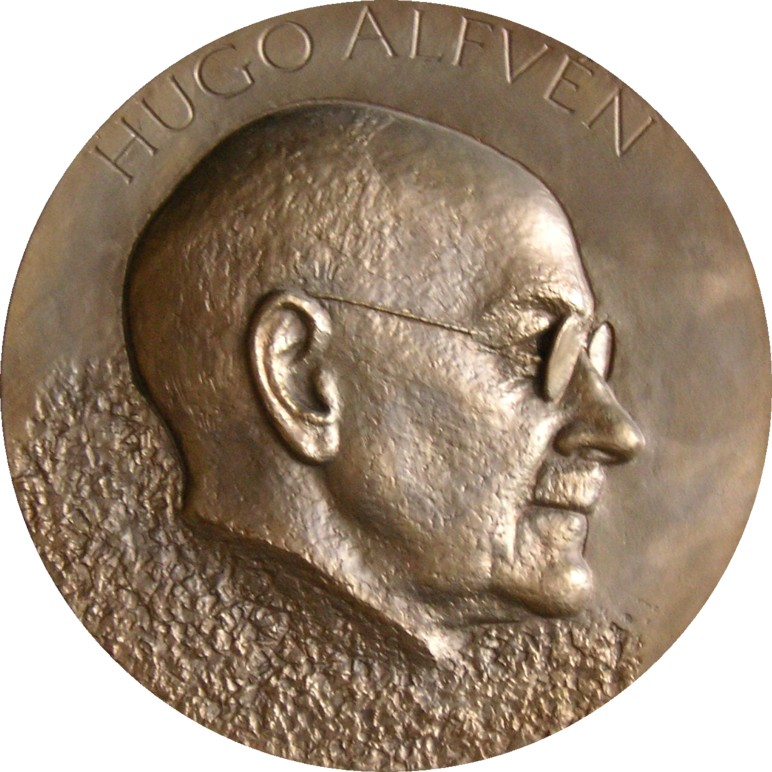
Plakett Hugo Alfvén portréjával

## Zeneszerzői munkássága
Alfvén korának egyik legismertebb svéd zeneszerzője volt. Késői romantikus vagy nemzeti romantikus stílusban alkotott. Hangszerelése Richard Strausséra emlékeztet. Ugyancsak hozzá hasonlóan, nagy mennyiségben írt programzenét. Zenéje gyakran idézi fel Svédország tájait.
Számos művet írt férfikórus számára. Öt szimfóniát és három zenekari „svéd rapszódiát” alkotott. Utóbbiak közül az első, a Szentivánéji virrasztás című lett a legismertebb műve, sőt ez a mű a külföldön legismertebb svéd zenei alkotások egyike.

## Festészete, írói tevékenysége
Alfvén több más művészeti ágban is kiemelkedőt alkotott. Ígéretes akvarellfestő volt, és egy időben csak a festészettel akart foglalkozni. Íróként is tehetséges volt, négykötetes önéletrajzát kritikusai érdekfeszítőnek találták. Ez a mű egyben nagyon fontos dokumentuma a svéd zenei élet fél évszázadának, amelynek során Alfvén annak központi alakja volt.

## Családja
Hugo Alfvén unokaöccse Hannes Alfvén Nobel-díjas plazmafizikus, az ő fia pedig Inger Alfvén író. 
Marie Krøyertől történt 1936-os válása után feleségül vette Catharina (Carin) Wessberget (1891–1956). 1959-ben vette feleségül Anna Lundot (1891–1990).

## Hangfelvételek
- 1. szimfónia, Op.7 – Youtube.com, Közzététel: 2013. jún. 30.
- 2. szimfónia, Op.11 – Youtube.com, Közzététel: 2013. júl. 18.
- 3. szimfónia, Op.23 – Youtube.com, Közzététel: 2013. júl. 16.
- 4. szimfónia, Op.39 – Youtube.com, Közzététel: 2013. jún. 30.
- 5. szimfónia, Op.54 – Youtube.com, Közzététel: 2016. márc. 21.
- Bergakungen, Op.37 – Youtube.com, Közzététel: 2015. febr. 10.
- Midsommarvaka, Op.19 – Youtube.com, Közzététel: 2013. júl. 9.

## Kották
- Alfvén, Hugo. International Music Score Library Project. (Hozzáférés: 2019. május 17.)

## Fordítás
- Ez a szócikk részben vagy egészben a Hugo Alfvén című angol Wikipédia-szócikk ezen változatának fordításán alapul.  Az eredeti cikk szerkesztőit annak laptörténete sorolja fel. Ez a jelzés csupán a megfogalmazás eredetét és a szerzői jogokat jelzi, nem szolgál a cikkben szereplő információk forrásmegjelöléseként.
- Ez a szócikk részben vagy egészben a Hugo Alfvén című svéd Wikipédia-szócikk ezen változatának fordításán alapul.  Az eredeti cikk szerkesztőit annak laptörténete sorolja fel. Ez a jelzés csupán a megfogalmazás eredetét és a szerzői jogokat jelzi, nem szolgál a cikkben szereplő információk forrásmegjelöléseként.